# Donecki nemzetközi repülőtér
A Donecki Szergej Prokofjev nemzetközi repülőtér (ukránul: Міжнародний аеропорт "Донецьк")  Ukrajna keleti részén, Doneckben (Donecktől kb. 10 km-re) található üzemen kívüli nemzetközi repülőtér. Az 1930-as évek elején építették. 1973-ban, valamint 2011–2012-ben felújították. 2014-ben a repülőtér a kelet-ukrajnai háború miatt üzemképtelen, szinte teljesen lerombolódott. Szergej Prokofjevről, a Donecki területen született zeneszerzőről nevezték el.

## Története
A polgári repülőtér megépítéséről 1931. július 27-én adopt ki határozatot a Sztalinói Városi Tanács, amely az ehhez szükséges földterületet is biztosította. Ezt követően indult el az építkezés, mad 1933-ban megnyitották a repülőteret. A várost érintő első repülőjáratot a Sztalino–Sztarobelszk útvonalon teljesítette az Aeroflot. 1936-ban kisebb civil repülőegységet telepítettek a repülőtérre, amely U–2 könnyű repülőgépekkel volt felszerelve. Ezekkel a repülőgépekkel postai küldeményeket és egyéb teherárut szállítottak, légi permetezésre, betegszállításra, eseti jelleggel utasszállításra  használták őket.

### Fejlesztés 2014-ig
Doneck az Euro 2012 program hatására az ukrán Atlcom építőipari vállalattal új terminált építtetett, amelyet horvátországi szakértőkkel terveztettek. A Donbassaero légitársaság székhelye volt, de a cég 2013-ban megszüntette működését.

### 2014-15: háború, zavargások

#### 2014. május 26
Orosz lázadók elfoglalták a repülőteret, miután Petro Poroshenko megnyerte a 2014-es ukrán elnökválasztást. Válaszul az ukrán erők légi támadásokat indítottak, hogy visszaszerezzék a repülőtér feletti irányítást. Két civilt és 38 lázadót öltek meg, és az ukrán hadsereg visszaszerezte a reptér irányítását. A repülőtér a harcok óta üzemképtelen.

#### 2014. október 1.
Az orosz lázadók megpróbálták visszaszerezni a repülőteret. Az ukrán kormány egyik szóvivője azt nyilatkozta, hogy még aznap 4 támadást indítottak. Egy T-64-es tank megsemmisült és 7 lázadót megöltek, ezt Vladislav Seleznyov mondta a Kanal 5-nek. Az Associated Press egyik újságírója elmondta, hogy a kormány elvesztette az irányítást a reptér felett. A lázadók vezetője, Alekszander Zaharcsenko azt mondta, hogy 95%-ban szeparatista irányítás alatt áll a repülőtér. Az ukrán tisztviselők ragaszkodtak ahhoz, hogy a reptér a kormány üzemeltetésében maradjon 2014 októberéig.

#### 2015. január 17-21.
Január 17-én a lázadók kezébe került az irányítás. Egy nappal később a kormányzat azt nyilatkozta, hogy a repülőtér egészét visszaszerezték a lázadóktól. Január 21-én az ukrán erők elismerték, hogy elvesztették az irányítást, és a Donecki Népköztársaság kezében van a repülőtér. Január 21-én befejeződött a második csata a Donecki repülőtéren.

### A repülőtér mai állapota

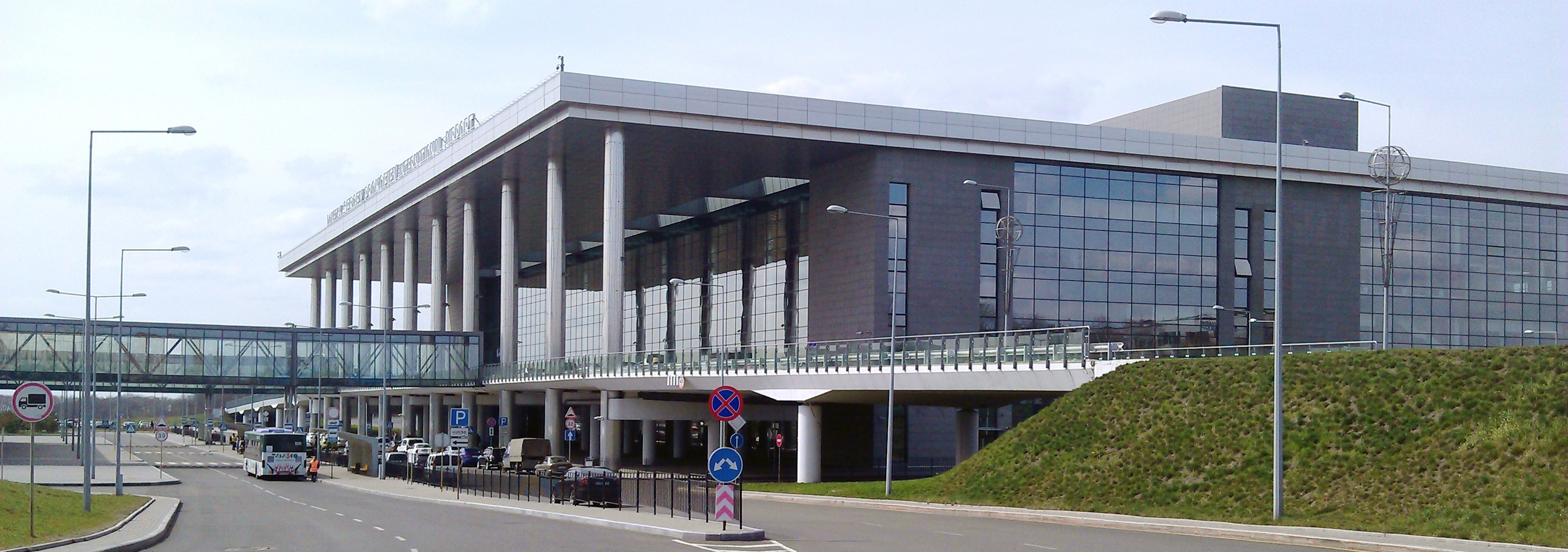
A terminál állapota a háború előtt

A repülőtéren zajló csaták során a komplexum súlyos károkat szenvedett el, a folyamatos bombázások és az irányítás gyakori változása miatt. A fő terminál épülete a stabil állapota miatt a csaták során menedékhelyként szolgált a katonáknak, így a épületet sok támadás érte és később az épület teteje beomlott. Hasonlóképpen a tornyot menedékként és kilátópontként használták, így ez is súlyos károkat szenvedett.

## Légitársaságok
Több nagy légitársaság is közlekedett a háború kezdetéig a repülőtérre. Ezek a járatok 2014 májusában lettek felfüggesztve, azóta sem üzemelnek a reptér rossz állapota miatt.
Ezek a légitársaságok:
- Lufthansa
- Air Berlin
- Aeroflot
- flydubai

## Statisztika

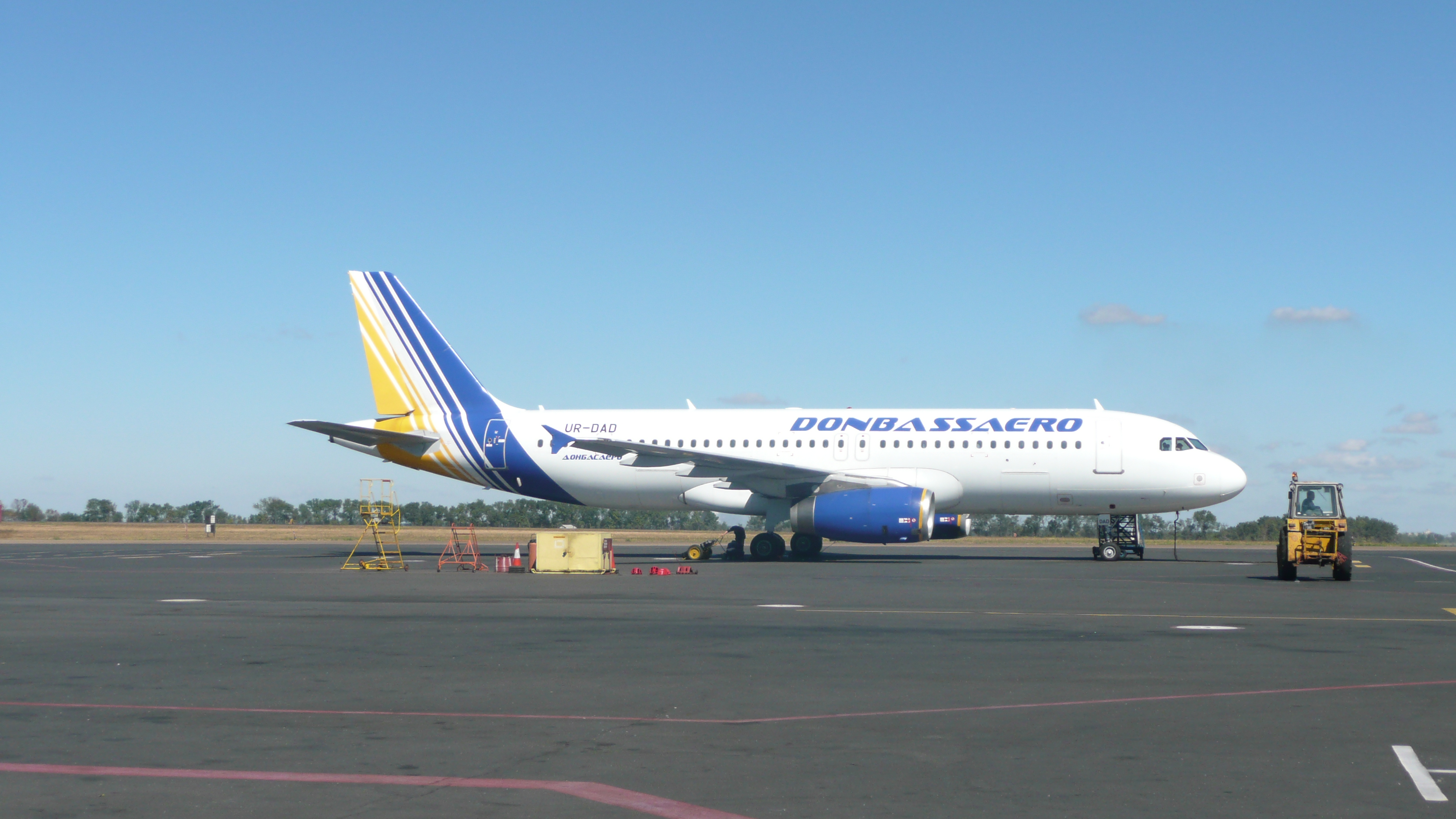
A Donbassaero légitársaság Airbus a320-200 repülője. Donecki központú légicég.

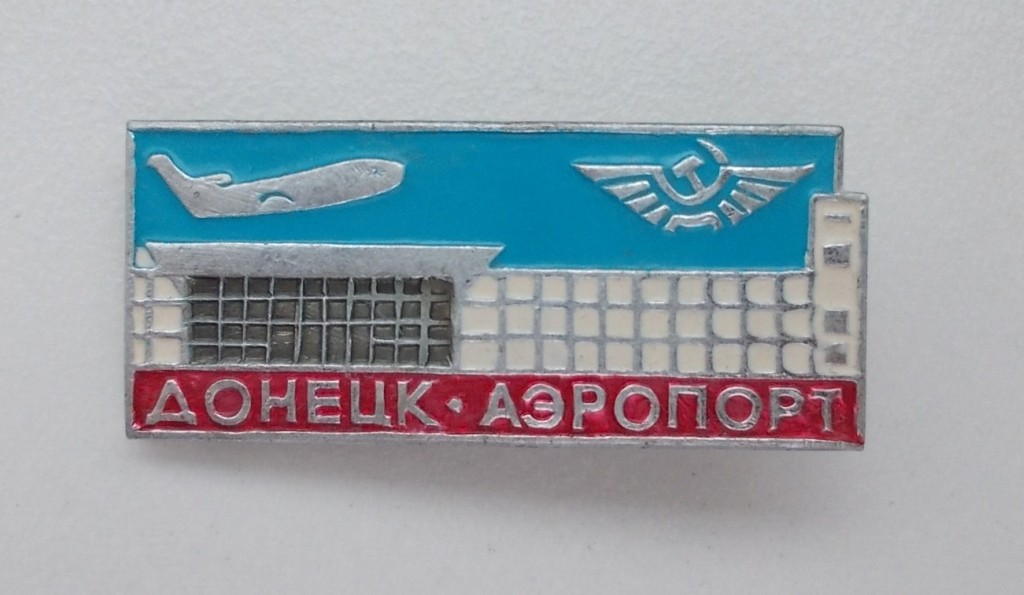
A Donecki repülőtér alkalmazottainak járó kitűző.

| Év   | Utasok száma | Változás az előző évhez képest |
| ---- | ------------ | ------------------------------ |
| 2009 | 488 100      | --                             |
| 2010 | 612 200      | +25,4%                         |
| 2011 | 829 300      | +35,5%                         |
| 2012 | 1 000 000    | +20,6%                         |
| 2013 | 1 110 400    | +11,0%                         |
| 2014 | 346 400      | -68,8%                         |
| 2015 | --           | -100,0%                        |
| 2016 | --           | --                             |